# هربرتپور
هربرتپور (به انگلیسی: Herbertpur) یک منطقهٔ مسکونی در هند است که در بخش درادون واقع شده‌است. هربرتپور ۹٬۲۴۲ نفر جمعیت دارد و ۴۲۷ متر بالاتر از سطح دریا واقع شده‌است.